# Misgaw Am
Misgaw Am (hebr. משגב עם; ang. Misgav Am; pol. Twierdza Ludzi) – kibuc położony w Samorządzie Regionu Ha-Galil ha-Eljon, w Dystrykcie Północnym, w Izraelu. Członek Ruchu Kibuców (Ha-Tenu’a ha-Kibbucit).

## Położenie
Kibuc jest położony w Górnej Galilei, na granicy z Libanem. Leży na szczycie góry Har Zakrif (o wysokości 830 metrów n.p.m.) położonej na wschodniej krawędzi płaskowyżu w Górach Naftali. Po stronie wschodniej teren stromo spada do Doliny Hula. Po zboczach klifu spływają strumienie HaSzomer i Misgaw. W jego otoczeniu znajduje się miasto Kirjat Szemona, miasteczko Metulla, moszaw Margalijjot, oraz kibuc Kefar Giladi. Po libańskiej stronie granicy znajdują się wioski al-Adeisseh, Rabb et-Talatin i Markaba. W rejonie kibucu rozlokowanych jest kilkanaście posterunków Sił Obronnych Izraela, a po stronie libańskiej jest wojskowa baza należąca do międzynarodowych sił UNIFIL.

## Demografia
Liczba mieszkańców Misgaw Am:

## Historia
W 1944 roku Żydowski Fundusz Narodowy zakupił w tym rejonie ziemię od pobliskiej arabskiej wioski al-Adeisseh. Kibuc został założony w dniu 2 listopada 1945 roku przez byłych członków elitarnych żydowskich kompanii szturmowych Palmach. Pochodzili oni ze starszych kibuców Dafna i Tel Josef. Podczas I wojny izraelsko-arabskiej w 1948 roku kibuc był przez pewien czas odcięty od reszty społeczności żydowskiej i jego mieszkańcy odparli kilka arabskich ataków. W okresie tym ewakuowano stąd dzieci i kobiety. Wioska została silnie ufortyfikowana i stanowiła część pierścienia granicznych fortyfikacji al-Nabi Jusza-Jiftach-Menara-Misgaw Am, który miał chronić Górną Galileę przed oderwaniem od Izraela. W trakcie operacji Hiram, pod koniec października 1948 roku, Brygada Karmeli wykorzystała między innymi Misgaw Am do przeprowadzenia natarcia w głąb terytorium Libanu, zajmując kilkanaście wiosek położonych na południe od rzeki Litani. Wioski te stanowiły kartę przetargową podczas negocjacji rozejmu izraelsko-libańskiego w 1949 roku. Po wojnie kibuc przeżywał poważne trudności związane z brakiem wody, ciężkimi warunkami klimatycznymi i dużą izolacją. W 1953 roku osiedliła się tutaj grupa nowych imigrantów, dzięki czemu kibuc został mocno wzmocniony. Od tego momentu rozpoczęła się stabilizacja gospodarcza i społeczna osady.
Kibuc był wielokrotnie ostrzeliwany i atakowany przez terrorystów przenikających przez granicę z terytorium Libanu. W nocy 7 kwietnia 1980 roku, pięciu terrorystów z Iraku (członkowie Arabskiego Frontu Wyzwolenia) przeniknęło na teren kibucu Misgaw Am i wdarło się do przedszkola. Zabili sekretarza kibucu oraz niemowlę, biorąc pozostałe dzieci jako zakładników. Postawili żądanie uwolnienia około 50 arabskich terrorystów przetrzymywanych w izraelskich więzieniach. Izraelskie siły specjalne Sajjeret Matkal przeprowadziły dwa szturmy, zabijając wszystkich terrorystów. W trakcie operacji zginęło 4 dzieci, 1 dorosły członek kibucu i 1 żołnierz, natomiast 11 dalszych żołnierzy zostało rannych. Po tej tragedii, zarząd kibucu zniósł zwyczaj zbiorowego nocowania dzieci poza rodzinnym domem. Natomiast Siły Obronne Izraela przeprowadziły 5-dniowy odwetowy rajd na terytorium Libanu. W latach 1982–1985 trwała wojna libańska. Następnie izraelska armia utrzymywała „strefę bezpieczeństwa” w południowym Libanie. W okresie tym kibuc utrzymywał dobre stosunki z ludźmi po drugiej stronie granicy. Pod koniec lat 80. XX wieku kibuc znalazł się w kryzysie ekonomicznym. Zmusiło to jego mieszkańców do przeprowadzenia w 1997 roku restrukturyzacji i częściowej prywatyzacji. Kiedy w 2000 roku izraelska armia wycofała się ze strefy bezpieczeństwa w południowym Libanie, sytuacja w rejonie Misgaw Am znacznie się pogorszyła. W jego bezpośrednim sąsiedztwie działał Hezbollah. Podczas II wojny libańskiej w 2006 roku wokół kibucu rozmieszczono kilka tysięcy żołnierzy. Wiązały się z tym poważne trudności logistyczne związane z koniecznością dostarczenia wody, żywności i urządzeń sanitarnych. W kibucu istnieją specjalne zarządzenia bezpieczeństwa, nakazujące wszystkim schronienie się w schronach po ogłoszeniu alarmu lub po pierwszej salwie nieprzyjacielskiego ostrzału. W dniu 3 sierpnia 2010 roku w pobliżu Misgaw Am doszło do poważnego starcia z Hezbollahem, w wyniku którego zginął 1 izraelski żołnierz.

## Kultura i sport
W kibucu znajduje się ośrodek kultury z biblioteką. Z obiektów sportowych jest kryty basen pływacki, kompleks boisk, oraz sala gimnastyczna z siłownią.

## Edukacja
Kibuc utrzymuje przedszkole. Starsze dzieci są dowożone do szkoły podstawowej w kibucu Kfar Giladi, lub do szkoły średniej w kibucu Dafna.

## Turystyka
Misgaw Am z racji swojego położenia jest atrakcyjnym punktem turystycznym w Górnej Galilei. Rozciąga się stąd widok na Liban, Dolinę Hula i położone naprzeciwko Wzgórza Golan. Aby wykorzystać walory turystyczne osady, wybudowano tutaj dwie platformy widokowe. W kibucu istnieje możliwość wynajęcia noclegów. Przy zwiedzaniu okolicznych terenów trzeba podporządkować się zarządzeniom bezpieczeństwa Sił Obronnych Izraela.

## Gospodarka
Gospodarka kibucu opiera się na rolnictwie i turystyce. Przy kibucu znajdują się sady owocowe, w których hodowane są winorośla (26 hektarów), jabłonie (5 ha), cytrusy (60 ha) takie jak grejpfruty, cytryny, brzoskwinie, morele, wiśnie i inne. Kibuc zakupił 165 ha ziemi uprawnej w Dolinie Hula. Uprawy rolne obejmują: ciecierzycę, słoneczniki, pomidory, bawełnę, arbuzy oraz orzeszki ziemne. Wspólnie z kibucem Baram prowadzone są stawy hodowlane (wielkość 50 ha), w których hoduje się karpie i tilapie. Ferma drobiu produkuje rocznie około 2,5 tys. ton brojlerów. Z przemysłu znajduje się tutaj zakład Sion Texo Medic Ltd. produkujący materiały opatrunkowe.

## Infrastruktura
W kibucu znajduje się przychodnia zdrowia, sklep wielobranżowy, pralnia, poczta i warsztat mechaniczny.

## Komunikacja
Z kibucu wyjeżdża się w kierunku południowym drogą nr 886, którą dojeżdża się do skrzyżowania z drogą nr 9977 i dalej do moszawu Margalijjot. Drogą nr 9977 zjeżdża się na wschód z klifu do kibucu Kefar Giladi i skrzyżowania z drogą nr 90.